# Il campo abbandonato
Il campo abbandonato (Cánh đồng hoang) è un film del 1979 diretto da Nguyễn Hồng Sến.

## Riconoscimenti
- Gran Premio 1981 al Festival di Mosca